# Ostmalaka
Ostmalaka (indonesisch Malaka Timur) ist ein indonesischer Distrikt (Kecamatan) im Regierungsbezirk (Kabupaten) Malaka (Provinz Ost-Nusa Tenggara). Bis zum 14. Dezember 2012 gehörte Ostmalaka noch zum Regierungsbezirk Belu.

## Geographie
Ostmalaka liegt im Norden des Regierungsbezirks Malaka, auf der Insel Timor. Westlich befindet sich der Distrikt Laenmanen, südlich Botin Leobele und östlich Kobalima. Im Norden grenzt Ostmalaka an den Regierungsbezirk Belu mit seinem Distrikt Rai Manuk.
Ostmalaka teilt sich in Desa (Dörfer) Numponi (2.416 Einwohner 2010), Sanleo (1.817), Dirma (1.167), Kusa (1.478), Wemeda (1.452) und Raiulun (812).
Verwaltungssitz ist Boas.

## Einwohner
2010 lebten in Westtasifeto 9.142 Menschen. Sie gehören mehrheitlich zur Ethnie der Tetum und sind in ihrer Mehrheit katholischen Glaubens. Daneben gibt es Siedlungen der Bunak, wie Haroe im Desa Sanleo. Die meisten Bunak sind Nachkommen von Flüchtlingen, die das osttimoresische Maucatar verließen, als es 1916 von den Niederländern an die Portugiesen abgegeben wurde.